# Долинівка (Кропивницький район)
Доли́нівка — село в Україні, у Компаніївській селищній громаді Кропивницького району Кіровоградської області. Населення становить 163 осіб. До 2020 року орган місцевого самоврядування — Полтавська сільська рада.

## Населення
Згідно з переписом УРСР 1989 року чисельність наявного населення села становила 184 особи, з яких 77 чоловіків та 107 жінок.
За переписом населення України 2001 року в селі мешкали 162 особи.

### Мова
Розподіл населення за рідною мовою за даними перепису 2001 року:
| Мова       | Відсоток |
| ---------- | -------- |
| українська | 90,80 %  |
| молдовська | 7,36 %   |
| російська  | 1,84 %   |